# 작은용굴 유적
작은용굴 유적은 충청북도 청주시 상당구에 있다. 2015년 4월 17일 청주시의 향토유적 제11호로 지정되었다.

## 개요
구석기시대부터 청주에 사람이 살았음을 증명하는 중요한 유적이다.